# チャンネル争い
チャンネル争い（チャンネルあらそい）とは、同一世帯内におけるテレビのチャンネルを巡る争いのことである。家庭にテレビが一つしかなかった時代においてよくみられたが、現代においては一人に一つずつテレビがある家庭、あるいはパソコンやスマートフォン・タブレットを使用してテレビを視聴することも多く、チャンネル争いが発生することも少なくなった。テレビ大阪の取締役を務めていた中野禮一は、チャンネル争いについて「ほほ笑ましい家庭の楽しみ」と評価している。

## 事件に至った例
チャンネル争いは喧嘩や兄弟姉妹間の揉め事の原因となり、最悪の場合傷害事件や殺人事件に発展することもある。
- 1978年4月に埼玉県与野市で、木曜日の夕方5時に日本テレビで再放送されていた「さるとびエッちゃん」を中学2年生の兄が、小学6年生の妹はTBSで再放送していた「みつばちマーヤの冒険」を見たいと喧嘩。以前からふたりの間には喧嘩が絶えなかったらしく、兄の鬱憤が爆発、チャンネル争いの末に妹を果物ナイフで刺殺、ビニール袋を被せて段ボール箱に死体を入れてから警察に通報して自首するという事件が起こる[5]。徳島県でも1980年に中学生の姉弟がチャンネル争いを起こした結果弟が姉を射殺してしまったこともあった[6]。

- 南アフリカで行われた2010 FIFAワールドカップの際には、南アフリカリンポポ州のある家庭で家族間でのチャンネル争いで、サッカーを見ようとした父が妻と子に殺される事件が発生[7][8][9][10]、日本でも埼玉県さいたま市でワールドカップ関連番組を見ていた男性が同居人の男性とのチャンネル争いの末に同居人をカッターナイフで切りつける事件が発生した[11][12]。